# سعید بن جبیر
سعید بن جُبَیر (۴۶ - ۹۵ قمری)، از شیعیان برجسته و از یاران و شاگردان امام چهارم شیعیان، زین العابدین (علی بن الحسین) بود که به همین دلیل در سال ۹۵ قمری به دست حجاج بن یوسف ثقفی کشته شد.

## زندگی
وی در سال ۴۶ در شهر کوفه به دنیا آمد. دوران کودکی و جوانی را همان جا گذراند. بعدها به مدینه رفت و جزو شاگردان علی بن الحسین، امام چهارم شیعیان شد.
او در میان اصحاب اهل بیت جایگاهی ویژه داشت تا جایی که جعفر صادق در وصف سعید بن جبیر گفته‌است:
سعید بن جبیر در صراط مستقیم بود و به علی بن الحسین علیهماالسلام اقتدا کرد و امام سجاد هم از او تعریف می‌نمود و همین علاقه میان او و امام، باعث شد حجّاج او را شهید نماید.
او از تابعین بود و در مکه سکونت داشت. فضل بن شاذان گفته‌است او یکی از پنج نفری بود که در اعتقاد به امامت علی بن حسین (زین العابدین) باقی بود.

## شاگردان
عبدالملک و عبدالله (دو فرزندش)، یعلی بن حکیم و یعلی بن حلم، ابواسحاق سبیعی و دیگران که از او حدیث نقل کرده‌اند.